# Pierre Soulages
Pierre Soulages (Rodez, 1919. december 24. – Nîmes, 2022. október 25.) francia festő, vésnök és szobrász. 2014-ben François Hollande francia elnök „a világ legnagyobb mai is élő művészének” nevezte. A fekete szín mestereként tartják számon, ezt a címet a fekete mint „szín és nem-szín”-ként való használatáért érdemelte ki. Művei feketeségéről tükröződik a fény, az átalakítja, átváltoztatja azt. A fényt munkaanyagként használja fel, a fekete felszín barázdái játszanak a fénnyel, így kiemelve azt a sötétségből a világosságba.
Jelenleg ő Franciaország legdrágább élő festője, 2013-ban 4 338 500 fontért árverezte el Peinture, 21 novembre 1959 című festményét a brit aukciós ház, a Sotheby's.

## Élete és munkássága
Rodez-ben, Aveyron megyében, 1919-ben, egy karosszérialakatos fiaként látta meg a napvilágot. Soulages már a második világháború során töltött katonai szolgálata előtt is a művészetekben kereste a hivatását, többek között színházi díszlettervezőként. 1941-ben besorozták a hadseregbe; miközben a montpellier-i ezredben szolgált, beiratkozott a helyi képzőművészeti iskolába. A háború után stúdiót nyitott Párizsban, és megrendezte első kiállítását a Salon des Indépendants-ban, 1947-ben.
1979-ben Pierre Soulages tiszteletbeli tagja lett az American Academy of Arts and Letters nek.
Soulages az első élő művész, akit meghívtak a Szentpétervári Ermitázs múzeumba kiállítani, 2001-ben.
1987 és 1994 között 104 ólomüveg-ablakot készített a román stílusú Sainte-Foy apátsági templomba, Conques városában.
A Sotheby’s Archiválva 2016. január 12-i dátummal a Wayback Machine-ben egy 1959-ben készült művét 1 200 000 euróért árverezte el 2006-ban.
2007-ben a montpellier-i Musée Fabre egy egész termet fordított Soulages-nak, bemutatva a városnak adott ajándékait, húsz művet, melyeket 1951 és 2006 között készített. Köztük számos festmény és több szárnyasoltárt is.
2009 októberétől a következő év márciusáig a párizsi Pompidou központban egy nagyszabású visszatekintést szerveztek, ahol bemutatták életművét a közönségnek. Egy hasonló visszatekintést 2010-ben Mexikóvárosban is szerveztek, ahol egy, a művésszel készült, francia nyelvű videóinterjú is része volt a kiállításnak.
Pierre Soulages Sète-ben és Párizsban élt és alkotott.

## Díjai, elismerései
- Grand Prix for Painting (Párizs, 1975)
- Rembrandt-díj (Németország, 1976)[28]
- Grand prix national de peinture (Franciaország, 1986)
- Praemium Imperiale (Japán, 1994)